# Claude-Françoise de Lorraine
Pour les articles homonymes, voir Claude de Lorraine (homonymie).
Claude-Françoise de Lorraine (6 octobre 1612 – 2 août 1648) fut duchesse de Lorraine en 1634.

## Biographie
Fille d'Henri II de Lorraine et de Marguerite de Mantoue, elle est la sœur cadette de la duchesse Nicole de Lorraine, épouse de Charles IV. 
Ses grands-parents maternels étaient Vincent Ier de Mantoue et Éléonore de Médicis (sœur de la reine de France Marie de Médicis), ses grands-parents paternels étaient Charles III de Lorraine et Claude de France.

### Une période troublée: rivalités familiales et guerre de Trente Ans
En 1624, Nicole de Lorraine et Charles IV montèrent conjointement sur les trônes lorrain et barrois. Le testament d'Henri II rappelait que Charles tenait ses droits au trône de son épouse. Mais un testament du duc René II (mort en 1508) et qui établissait la loi salique pour les duchés, fut « providentiellement » retrouvé, et déclaré authentique par les parlements. Nicole et Charles abdiquèrent alors en faveur de leur oncle et père (frère d'Henri II), François, comte de Vaudémont qui devint François II de Lorraine et de Bar. Celui-ci abdiqua quelque temps plus tard en faveur de son fils Charles. En fait, Nicole était évincée du trône au profit de son pétulant mari guerrier valeureux qui s'était distingué à l'âge de 16 ans lors de la Bataille de la Montagne Blanche. 
De plus, le nouveau duc de 20 ans mit tout en œuvre pour faire annuler son mariage. La manœuvre fut vaine mais n'empêcha pas le bouillant duc de devenir bigame quand il épousa en 1637 mariage la jeune veuve du prince de Cantecroix, Béatrix de Cusance. Il essaya de faire annuler son mariage allant jusqu'à faire condamner et brûler vif pour sorcellerie le prêtre qui avait baptisé sa femme mais n'y parvint toujours pas. Il mena une politique imprudente qui mit en danger l'indépendance des duchés. En 1632, il donna sa sœur Marguerite de Lorraine en mariage à Gaston d'Orléans, frère et héritier du roi Louis XIII de France, mais sans le consentement de ce dernier. Gaston étant ouvertement en guerre contre son frère, cette initiative fut la goutte qui, au Louvre, fit déborder le vase.

### Occupation française et résistance lorraine
En 1633, les Français occupèrent militairement les duchés forçant Charles IV à abdiquer le 19 janvier 1634 en faveur de son frère cadet, Nicolas-François de Vaudémont, cardinal et évêque de Toul, puis à s'enfuir pour se mettre au service de l'empereur pour combattre l'occupant. 
La famille ducale se retrouva en résidence surveillée dans son palais de Lunéville. Le roi de France et son ministre, le cardinal de Richelieu, ne reconnaissaient pas la légitimité de la loi salique en Lorraine et Barrois, le risque était grand que le cardinal ne veuille marier Claude à un prince de son choix qui aurait mené une politique favorable à la France au détriment des intérêts lorrains. Aussi fut-il convenu de marier Claude à son cousin.
Nicolas-François s'accorda lui-même les dispenses nécessaires et écrivit au pape pour lui expliquer la situation et demander les dispenses nécessaires à ce mariage consanguin. Les dispenses accordées, le mariage eut lieu à Lunéville le 18 février 1634.
Maintenu en résidence surveillée à Nancy, le couple s'enfuit le 1er avril suivant, déguisés en paysan au nez et à la barbe des troupes françaises. Il rejoignit Florence, Munich puis Vienne où régnaient leurs parents et alliés tandis que la duchesse Nicole était emmenée sous bonne garde à Paris.
Le couple eut par la suite cinq enfants :
1. Ferdinand de Lorraine (29 décembre 1639 – 1er avril 1659) ;
2. Charles V de Lorraine (3 avril 1643 – 18 avril 1690), abbé de Gorze (1648-1661) puis duc titulaire de Lorraine et de Bar, qui épousa Éléonore d'Autriche ;
3. Anne Éléonore de Lorraine  (12 mai 1645 – 28 février 1648) ;
4. Anne-Marie de Lorraine (30 juillet 1648 - ?) ;
5. Marie-Anne Thérèse de Lorraine (30 juillet 1648 - 17 juin 1661), abbesse de Remiremont sans descendance ;

### Mort et postérité
Claude-Françoise meurt en exil à Vienne à 35 ans en mettant au monde les jumelles Marie-Anne et Anne-Marie. Elle est enterrée dans l'église Saint-François-des-Cordeliers à Nancy. Son fils, héritier des Duchés en exil, se distinguera lors du Siège de Vienne en 1683 et fera l'admiration des rois d'Europe y compris de Louis XIV de France.